# Международный миссионерский совет
Международный миссионерский совет (англ. International Missionary Council, IMC) — это экуменическая христианская миссионерская организация, основанная в 1921 году. В 1961 году совет объединился со Всемирным советом церквей, став при нём Отделом всемирной миссии и евангелизации.

## История
Всемирная миссионерская конференция 1910 года, (иное название — «Эдинбургская миссионерская конференция») проводилась с 14 по 23 июня 1910 года. Некоторые считают её формальным началом современного протестантского христианского экуменического движения. По её итогам был создан комитет по продолжению деятельности. В 1921 году в Лондоне результатом работы комитета стало создание Международного миссионерского совета. Генеральным секретарём совета был избран шотландский миссионер в Индии Джозеф Олдхам. Задачей совета было продолжение экуменических усилий посредством серии межконфессиональных конференций:
- 1928 год — Иерусалим[8],
- 1938 год — Тамбарам (недалеко от Мадраса, Индия)[9],
- 1947 год — Уитби, Канада[10],
- 1952 год — Виллинген, Германия[11],
- 1958 год — Ачимота (недалеко от Аккры, Гана)[12],
- 1961 год — Нью-Дели, Индия[13].

В 1961 году по решению последнего собрания совет был объединен с Комиссией по всемирной миссии и евангелизации (англ. Commission on World Mission and Evangelism) Всемирного совета церквей, образовав Отдел всемирной миссии и евангелизации (англ. Division of World Mission and Evangelism) при Всемирном совете церквей.

## Архив
Полный архив Международного миссионерского совета хранится во Всемирном совете церквей в Женеве. Частичные архивы находятся в следующих университетах:
Архив совета библиотеке Йельского университета:
- Часть 1: Ранняя история и комитеты
- Часть 2: Переписка штаба и сотрудников
- Часть 3: Программная документация
- Часть 4: Программа исследований и обучения
- Часть 5: Файлы стран: Европа
- Часть 6: Материалы по странам: Азия

Архив совета в библиотеке Колумбийского университета:
- MRL12: Отчеты Международного миссионерского совета, 1913–1962 гг.